# بابی پیرس (قایقران قایق بادبانی)
بابی پیرس (انگلیسی: Bobby Pearce; ۳۰ سپتامبر ۱۹۰۵ – ۲۰ مهٔ ۱۹۷۶) قایقران روئینگ اهل استرالیا بود.